# أفرو كندا سي إف-103
أفرو كندا سي إف-103 (بالإنجليزية: Avro Canada CF-103)‏ هي طائرة اعتراضية أنتجت في كندا. من صناعة أفرو كندا. صنع منها نموذج لطائرة واحدة.